# Discosoma molle
Discosoma molle is een Corallimorphariasoort uit de familie van de Discosomatidae. De wetenschappelijke naam van de soort is voor het eerst geldig gepubliceerd in 1846 door Couthouy in Dana.